# Cyclodinus franciscanus
Cyclodinus franciscanus är en skalbaggsart som först beskrevs av Thomas Casey 1895.  Cyclodinus franciscanus ingår i släktet Cyclodinus och familjen kvickbaggar. Inga underarter finns listade i Catalogue of Life.